# إيميشلي
إيميشلي (بالأذرية: İmişli) هي مدينة في أذربيجان، وهي عاصمة مقاطعة إيميشلي.

## التاريخ
تم اعتبار (بنظام التقسيم الأذربيجاني) أيميشلي بلدة  في عام 1944 ومن ثم تم  منحها وضع «مدينة» في الستينات.

## الثقافة

### الرياضة
تملك المدينة أحد فرق كرة القدم المحترفة، وهو فريق ميل ماغون وينافس حاليا في دوري أذربيجان للدرجة الأولى.